# ماكسين إليوت
ماكسين إليوت (بالإنجليزية: Maxine Elliott)‏ (و. 1868 – 1940 م) هي ممثلة مسرحية، وممثلة أفلام، وسيدة أعمال أمريكية، ولدت في روكلاند، توفيت في كان، عن عمر يناهز 72 عاماً، بسبب مرض.

## جوائز
حصلت على جوائز منها:

Knight of the Order of the Crown ‏

## وصلات خارجية
- ماكسين إليوت على موقع IMDb (الإنجليزية)
- ماكسين إليوت على موقع أول موفي (الإنجليزية)
- ماكسين إليوت على موقع قاعدة بيانات برودواي على الإنترنت (الإنجليزية)
- ماكسين إليوت على موقع قاعدة بيانات الفيلم (الإنجليزية)